# Sutura coronală
Sutura coronală sau sutura coronară (Sutura coronalis) este o sutură între marginea parietală a solzului osului frontal și marginea anterioară (frontală) a celor două oase parietale.